# Cochliopa
Cochliopa là một chi ốc nước ngọt, là các loài ốc hang động, là động vật chân bụng sống dưới nước động vật thân mềm thuộc họ Hydrobiidae.
Đừng nhầm chi này với chi ốc sống trên mặt đất, Cochlicopa.

## Các loài
Các loài trong chi này gồm có:
- Cochliopa lubrica (Müller, 1774)[2]
- Cochliopa perforata Thompson & Hershler, 1991[3]

đồng nghĩa:
- Cochliopa texana Pilsbry, 1935 là một đồng nghĩa của Pyrgulopsis texana (Pilsbry, 1935) - Phantom cave snail[4]